# 橋本法史
橋本 法史（はしもと のりふみ、1996年1月24日 - ）は、ジャパンラグビーリーグワン浦安D-Rocksに所属するラグビー選手。

## プロフィール
- 熊本県出身[1]。
- ポジションはスクラムハーフ(SH)。
- 身長 165 cm、体重 60 kg

## 略歴
2014年、熊本西高校卒業後、東海大学に入る。
2018年、東海大学卒業後、日野自動車レッドドルフィンズに加入。同年8月31日に行われたジャパンラグビートップリーグ第1節の宗像サニックスブルース戦にて先発出場で公式戦初出場を果たす。
2024年、浦安D-Rocksに加入。